# Karl-Kristian Kruse
Karl-Kristian Lars Peter Kruse (født 15. september 1974 i Nuuk) er en grønlandsk politiker. Han var medlem af Grønlands parlament for Siumut fra 2013 til 2021 og var minister for fiskeri og fangst fra 2014 til 2016 og igen fra 2017 til 2018. Han har også været  kommunalbestyrelsesmedlem i flere perioder.
Karl-Kristian Kruse kommer fra Niaqornat og har været fisker og fanger siden 1989. Han er gift med Lona Kruse og har tre børn. Fra 1994 til 2009 var han formand for jæger- og fiskerorganisationen KNAPK i Niaqornat. Karl-Kristian Kruse har en af hovedrollerne i dokumentarfilmen Byen ved verdens ende af den britiske filminstruktør Sarah Gavron (en) fra 2012.
Han kom første gang i kontakt med politik i 1998, da han blev medlem af bygdebestyrelsen. I 2002 blev han også medlem af kommunalbestyrelsen i Uummannaq Kommune. Han blev ikke genvalgt ved kommunalvalget i 2005. Han stillede også op til Landstingsvalget i Grønland i 2005, men blev ikke valgt ind. Fra 2009 sad han i kommunalbestyrelsen for den nye Qaasuitsup Kommune. Han blev valgt til Grønlands parlament, Inatsisartut, for første gang ved parlamentsvalget i 2013. Han stillede ikke op igen ved kommunalvalget i 2013. Kruse blev Siumuts politiske ordfører i januar 2014 efter Per Berthelsen. Han blev genvalgt til Inatsisartut ved parlamentsvalget i 2014 og udnævnt til minister for fiskeri, fangst og landbrug i Regeringen Kielsen II. Han trak sig tilbage fra regeringen i maj 2016 for at lære sin søn at gå på jagt, men forblev i Grønlands parlament. I januar 2017 blev han igen Siumuts politiske ordfører, efter den forrige på posten, Jens-Erik Kirkegaard, måtte forlade Inatsisartut, da Martha Lund Olsen vendte tilbage til parlamentet efter orlov.
Efter flere regeringsrokader kom Karl-Kristian Kruse med i Regeringen Kielsen III i april 2017 og var minister for fiskeri og fangst indtil udgangen af valgperioden i april 2018. Han fik 322 stemmer ved parlamentsvalget i 2018 og blev dermed genvalgt til Inatsisartut. Kruse blev politisk næstformand i Siumut i 2017. Han overvejede at stille op til formandsvalget i partiet i september, men endte med ikke at stille op. Han stillede ikke op ved parlaments- og kommunalvalgene i 2021.